# Biserica „Intrarea în Biserică”, „Precista Mică” din Roman
Biserica „Intrarea în Biserică”, „Precista Mică” din Roman este un monument istoric aflat pe teritoriul municipiului Roman.
Peste pridvorul bisericii se ridicp turnul clopotniță, de o parte și de alta construindu-se un nou pridvor și un veșmântar. În naos și pronaos există calote pe pandantivi, în altar existând o semicalotă. La exterior brâu și cornișă profilată, turnul clopotniță având o friză de ocnițe sub cornișă. Acoperișul în formă de bulb. Inscripții: se găsesc deasupra ușii la intrarea în pridvor- " acest pridvor s-a făcut cu ajutorul lui Dumnezeu". Jumătate cu cheltuiala domnului Gh. Ifrim și cu soția sa Elena. Jumătate cheltuială răpostaului Pavel Zaharai, la această biserică cu hramul " Adormirea Precistei" să îi fie spre pomenire. Anul 1855 mai 20. Biserica de lemn a fost construită la începutul sec. XVIII, de către preotul Ioniță. Preotul Constantin, fiul preotului Ioniță, începe construirea bisericii din zid cu ajutorul enoriașilor în anul 1791. Este terminată la 1826, de către preotul ioan Sofrănescu. La început avea același hram cu biserica Precista Mare, fapt pentru care i s-a schimbat numele în " Intrarea în biserică a Maicii Domnului" hram rămas până în prezent. În 1855 s-a adăugat pridvorul de la intrare, iar la o altă dată necunoscută s-a adăugat un veșmântar. În 1955 s-a construit trotuar în jurul bisericii,